# شبه‌مستند
شبه‌مستند (به انگلیسی: Pseudo-documentary) یا مستند ساختگی گونه‌ای فیلم یا برنامه تلویزیونی است که در آن، رویدادها به‌صورت ساختگی، اما در قالب مستند و غیرداستانی ارائه می‌شود. این ژانر با به‌کارگیری عناصر و صحنه‌های غیرواقعی، ولی با ظاهر مستند واقعی، به بیان و تحلیل مسائل و رویدادهای مورد نظر کارگردان می‌پردازد؛ به همین دلیل به این گونه، مستند دروغین یا مستند دروغ‌گو نیز گفته می‌شود. اگر شبه‌مستند، حالت طنز و شوخی را نیز در خود داشته باشد به آن مستندنما (Mockumentary) می‌گویند.

## نمونه‌هایی از فیلم‌های شبه‌مستند
- نوارهای پوکیپسی (برادران دادِل 2007)
- جنگ دنیاها (اورسن ولز، ۱۹۳۸)
- بمب (پتر وتکینز، ۱۹۶۵)
- پارک مجازات (پتر وتکینز، ۱۹۷۱)
- آدم‌خوار هولوکوست (روجرو دئوداتو، ۱۹۸۰)
- زلیگ (وودی آلن، ۱۹۸۳)
- اسناد ممنوع (ژان تدی فیلیپ، ۱۹۸۹)
- به نزدیک شما رسیده‌است (رمی بل وو، آندره بونزل، و بنوآ پوئل وورد، ۱۹۹۲)
- پرونده ب (بنوآ پیترز، ۱۹۹۵)
- نقره فراموش‌شده (پیتر جکسون، کوستا بوتزد، ۱۹۹۶)
- لوگوی هاردکور (نوئل بیکر، ۱۹۹۶)
- طرح بلرِ جادوگر (دانیل میریک، ادواردو سانچز، ۱۹۹۹)
- چهارفصل اسپیگول (کریستین فیلیبر، ۱۹۹۹)
- هماهنگ‌ها و ناهماهنگ‌ها (وودی آلن، ۱۹۹۹)
- عملیات ماه (ویلیام کارل، ۲۰۰۲)
- آخرین جنگیر (۲۰۱۰)
- شب‌های عیاشی (پل توماس اندرسون، ۱۹۹۷)